# Luka Šulić
Luka Šulić (Pronunciación en croata: [lǔːka ʃǔːlitɕ]; n. 25 de agosto de 1987) es un chelista croata-esloveno. Es parte del dueto 2Cellos, junto a Stjepan Hauser.

## Primeros años
Šulić nació en Maribor, en la República Socialista de Eslovenia, parte de la antigua Yugoslavia. El padre de Šulić, Božo, es de Dubrovnik, Croacia, y su madre, Alja, es de Izola, Eslovenia. Su padre también es chelista, y muchos miembros de su familia están relacionados con la música.

## Carrera
Luka Šulić realiza presentaciones alrededor del mundo como solista y también junto a 2Cellos. Ganó una serie de premios en prestigiosas competiciones de música internacional que incluyen el primer premio y mención especial en el VII Competición Internacional de Violonchelo Lutosławski en Varsovia (2009), primer premio en la Competición "Nuevo Talento" de la Unión Europea de Radiodifusión (2006) y primer premio de la Real Academia de Música en Wigmore Hall (2011).
Šulić Empezó su educación musical en Maribor cuándo tenía cinco años de edad. A los quince, se convirtió en uno de los alumnos más jóvenes en entrar a la Academia de Música de Zagreb en la clase del profesor Valter Dešpalj, donde graduó con sólo18 años. Continuó su educación en Viena con el profesor Reinhard Latzko. Šulić se graduó con Mats Lidstrom en la Real Academia de Música en Londres en 2011.
Su éxito comenzó cuando decidió unir fuerzas con su amigo y antiguo rival violonchelista Stjepan Hauser. En enero de 2011, subieron a Youtube una versión en violonchelo de "Smooth Criminal” de Michael Jackson. A las pocas semanas el video se volvió viral recibiendo arriba de 7 millones de visitas. Esto les permitió firmar un contrato con Sony MASTERWORKS y acompañar de teloneros al músico Elton John en su gira mundial.
En enero de 2012, aparecieron como invitados especiales en la serie de televisión Glee de la cadena Fox, donde interpretaron la canción “Smooth Criminal” en el episodio tributo a Michael Jackson.